# Trichospermum graciliflorum
Trichospermum graciliflorum är en malvaväxtart som beskrevs av Kostermans. Trichospermum graciliflorum ingår i släktet Trichospermum och familjen malvaväxter. Inga underarter finns listade i Catalogue of Life.